# Мельничная (Татарстан)
 Мельничная  — деревня в Балтасинском районе Татарстана. Входит в состав Ципьинского сельского поселения.

## География
Находится в северо-западной части Татарстана на расстоянии приблизительно 19 км на север-северо-восток по прямой от районного центра поселка Балтаси у речки Арборка.

## История
Основана в 1770-х годах выходцами из деревень Старая Турья и Старый Кушкет, упоминалась также как Юбикимеленка.

## Население
Постоянных жителей было: в 1795 году — 11 душ мужского пола, в 1859—116, в 1897—264, в 1905—276, в 1910—309, в 1920—295, в 1926—258, в 1938—340, в 1949—252, в 1958—213, в 1970—190, в 1979—178, в 1989—184, в 2002 году 216 (удмурты 95 %), в 2010 году 215.